# فرودگاه سنت میشل د نپیرویل
فرودگاه سنت میشل د نپیرویل (به انگلیسی: Saint-Michel-de-Napierville Aerodrome) یک فرودگاه خصوصی است که یک باند فرود چمن دارد و طول باند آن ۷۹۲ متر است. این فرودگاه در کشور کانادا قرار دارد و در ارتفاع ۶۳ متری از سطح دریا واقع شده است.